# Baihao Yinzhen

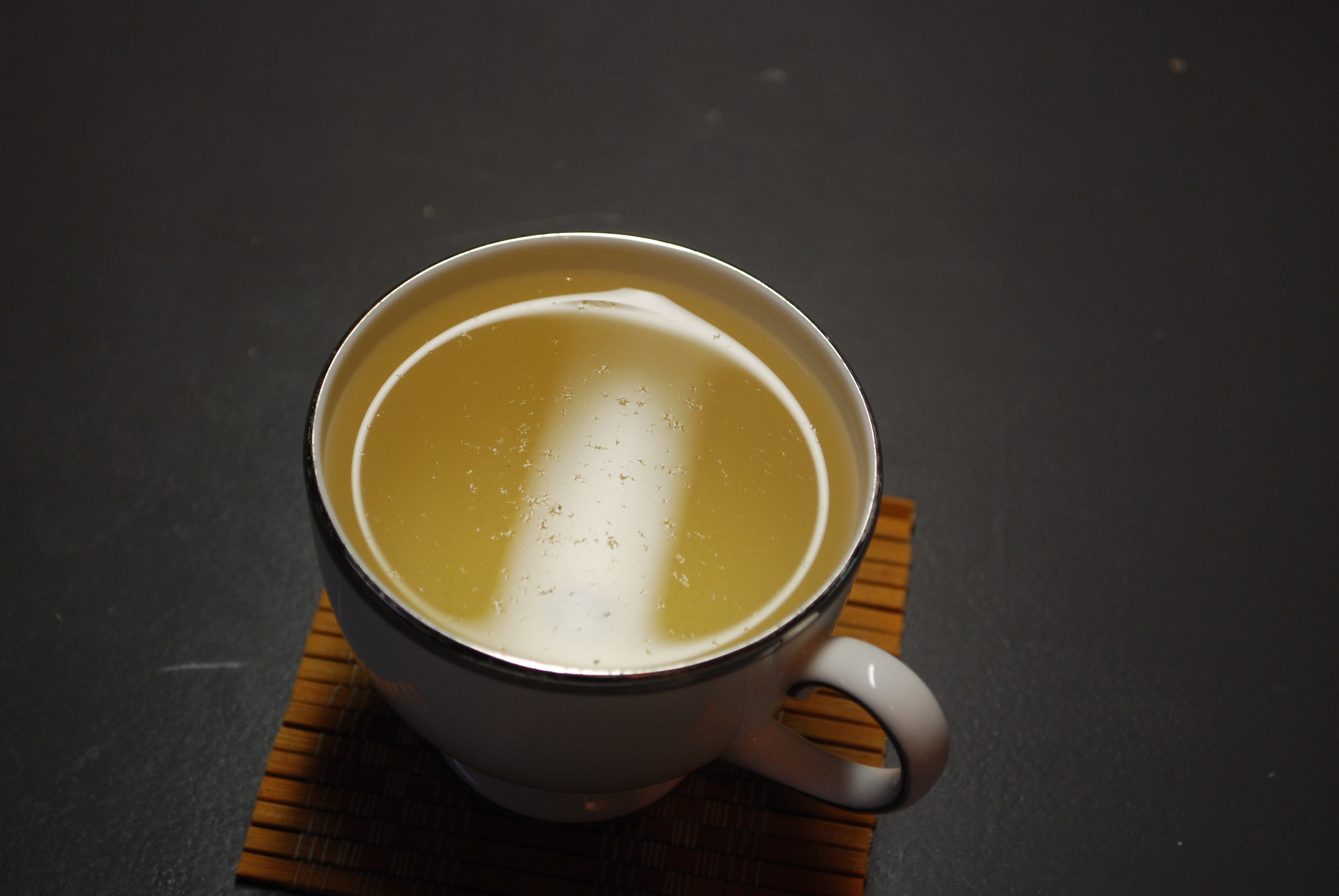
Herbata Baihao Yinzhen

Baihao Yinzhen (chiń. 白毫银针; pinyin báiháo yínzhēn) – jedna z odmian herbaty białej, produkowana w chińskiej prowincji Fujian z pąków liściowych zwanych yinzhen (srebrne igiełki), pokrytych srebrnym meszkiem. Najdelikatniejsza i najdroższa z białych herbat. Może być zaparzana kilkakrotnie i w różny sposób. Po 7-9 minutach otrzymuje się herbatę delikatną, po 20 minutach posiada smak i kolor bardziej wyrazisty. Cechą charakterystyczną są drobne srebrne włoski listków, pływające na powierzchni wywaru.